# 奥拜恩号驱逐舰 (DD-415)
奥拜恩号驱逐舰（英語：USS O'Brien，舷号：DD-415），是美國海軍于第二次世界大战前建造的一艘辛姆斯级驱逐舰，舰名取自美国独立战争期间俘获英国战舰玛格丽塔号的奥拜恩五兄弟。1942年9月15日，奥拜恩号在护送大黄蜂号航空母舰期间被鱼雷命中，经紧急修复后，最终还是在返航途中沉没。她因此成为美国海军历史上第一艘因非致命船体部位受创导致舯部断裂沉没的作战船只，间接促使二战后期美国太平洋舰队增设多处浮动干船坞。
该舰由五兄弟之一的吉迪恩（Gideon）后人约瑟芬·奥拜恩·坎贝尔（Josephine O'Brien Campbell）女士冠名，于1938年5月31日在马萨诸塞州波士顿海军造船厂干船坞铺设龙骨，并于1939年10月20日下水。1940年3月2日，奥拜恩号正式服役，交由卡尔·弗雷德里克·埃斯佩（Carl Frederick Espe）少校指挥。由于该舰与瓦尔克号、兰斯代尔号、麦迪逊号三艘驱逐舰同时于干船坞建造，故四艘舰艇的下水典礼和服役仪式合并进行。

## 设计与装备
西姆斯级驱逐舰的主体构造与班汉级驱逐舰类似，但在其基础上改进了舰体流线结构和武器布局，使其在2具西屋电气蒸汽涡轮机的推进下最高能够达到37节航速。该级驱逐舰早期搭载有5座单装5英寸38倍径主炮、2座四联装21英寸鱼雷发射管和4座.50机枪，但其中一座主炮随后因稳心过高问题而被拆除，随着战事进展，西姆斯级的防空火力和反潜装备也得到过加强。此外，该级驱逐舰还搭载有多种当时较为先进的技术，使其在续航、火炮准度等方面相较于过往船型有了一定程度的提高。

## 服役历史
美国正式参战前，奥拜恩号于美國東岸执行任务。

### 第二次世界大战
1941年秋，奥拜恩号在干船坞完成维修与调试后，于1942年1月15日随爱达荷号战列舰和马斯廷号驱逐舰离开弗吉尼亚州诺福克，继而驶向太平洋。在两艘驱逐舰的护卫下，爱达荷号于1月20日通过巴拿马运河，并于31日抵达旧金山。
2月4日，奥拜恩号护送船队启程前往西太平洋，但途中与格斯号驱逐舰发生碰撞，致使左舷受损并不得不返航。于马雷岛海军造船厂完成维修后，她于2月20日再次启航前往珍珠港。3月5日，奥拜恩号成为第4驱逐舰中队旗舰。在结束位于珍珠港和夏威夷的巡逻任务后，奥拜恩号于3月下旬前往中途島，协助水上飛機母艦柯蒂斯号疏散平民，随后两舰编队于4月3日抵达珍珠港，在那里，奥拜恩号替换并加装了更为先进的防空炮。在将士兵运抵位于帕邁拉環礁的海军航空站后，她于4月18日带领驱逐舰傅拉瑟号和麦霍号启航，护送圣地亚哥和旧金山的运输船队前往美屬薩摩亞，并于4月28日抵达帕果帕果。之后的一段时间里，奥拜恩号停留在当地，为周围海域船只提供护航。
5月26日，奥拜恩号前往自由法國领土瓦利斯岛，协助盟军巩固对于该地的控制。6月19日，她护送辅助舰南河三号返回珍珠港，并随后加入港口防卫舰队，执行护航、巡逻和飞机警戒任务。8月17日，她加入第17特遣舰队，前往南太平洋巩固防御体系，期间，她为油轮瓜达卢佩号提供掩护。

#### 沉没

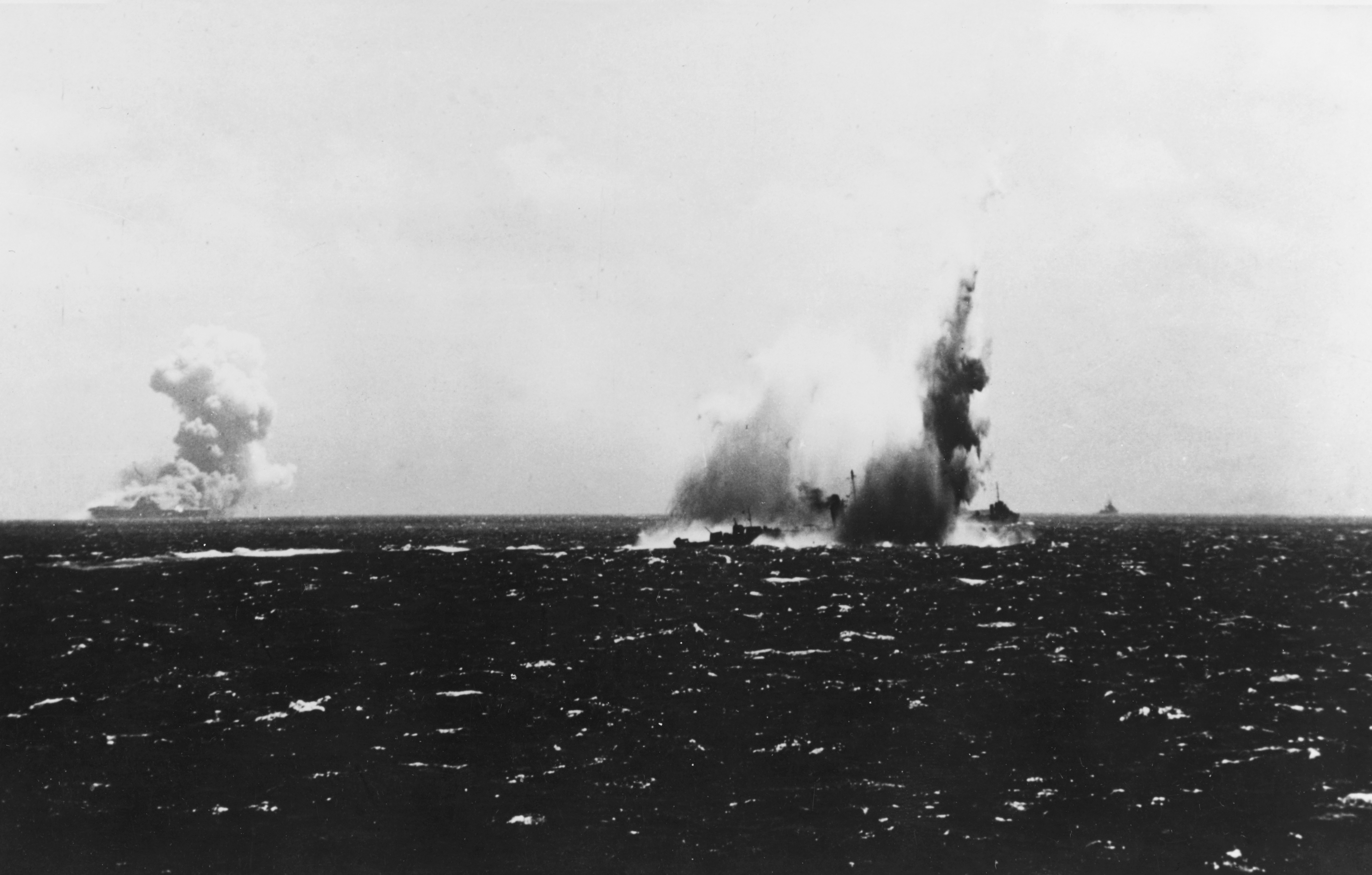
伊-19号发射的鱼雷击中奥拜恩号，背景中的浓烟为胡蜂号大火所致。

1942年9月15日，由第17和第18特遣舰队组成的联合特遣队在护送一支运兵船队前往瓜达尔卡纳尔岛途中，遭到日本潜艇伊-19号的袭击。其发射的六枚氧气鱼雷中的四枚直接命中胡蜂号航空母舰，致使其油库爆炸并引发大火，剩余的两枚则继续向约十公里外的第17特遣舰队潜行。
14时52分，在看到胡蜂号升起的浓烟后，奥拜恩号与大黄蜂号航空母舰反潜作战舰队的其他驱逐舰一起迅速进入战斗状态。大约2分钟后，在加速右转时，舰上瞭望员在左舷横梁前两点钟方向约1,000碼（910）处发现一枚鱼雷。这枚鱼雷随后从船尾后方错过，但当船员们的注意力集中在它上面时，另一枚鱼雷击中左舷船首。
这次爆炸并没有对船体造成明显的破坏，但它却对整体框架施加了极其巨大的应力。爆炸发生后，奥拜恩号能够依靠自身动力前行，并于9月16日成功抵达圣灵岛，在那里，她接受了柯蒂斯号的临时维修。9月21日，她再次启程，前往新喀里多尼亞的努美阿，由阿尔贡号维修船进行进一步修理。10月10日，她启程返回舊金山灣。奥拜恩号于13日抵达斐济的蘇瓦，然后于16日再次出发。此后不久，舰上渗水速度突然持续加快，18日，进水情况已十分严重，需前往最近的锚地进行抢修。此时，舰长下令抛弃舰上重物以维持浮力并准备弃船，但仍希望该舰能够坚持到达帕果帕果。然而，次日清晨六时许，舰船底部突然裂开，前后两部分逐渐分离。06时30分，除了少数打捞人员外，所有船员弃船，半小时后，所有人员撤离。八时许，奥拜恩号于遭到雷击处近3,000海里（5,600）外沉没，无人员伤亡。
根据舰艇损失报告的分析，奥拜恩号沉没的原因之一为维修不当。维修部门在工作时仅替换了约五分之二的船体表面损坏部件，并忽略了底部镀层的变形；纵向支撑结构的设计也不合理，使船体出现重心偏离中轴线的情况；完成更换的部件没有有效连接船体未损坏部分，且较原位置横向偏离。这些因素共同作用导致应力过度集中，超过替换部件材料的许用范围，最终失效。奥拜恩号是美国海军历史上第一艘因非致命船体部分遭受重创，最终舯部断裂而沉没的作战舰艇，她的案例也促使之后的受损船只在转移前接受更为严谨的适航检测。美国太平洋舰队在此次沉没事件后增加了浮动干船坞的部署数量，使得舰队在各基地之间的航行安全有了进一步的维修保障。

## 荣誉
奥拜恩号在二战期间获得了一颗战斗之星。
| 战役或行动           | 日期（包含期间各任务段） |
| -------------------- | ------------------------ |
| 瓜达尔卡纳尔岛攻防战 | 1942年10月19日           |

## 历任舰长
| 姓名       | 译名                   | 军衔 | 任职时间                      |
| ---------- | ---------------------- | ---- | ----------------------------- |
|            | 卡尔·弗雷德里克·埃斯佩 | 少校 | 1940年3月2日                  |
|            | 托马斯·巴罗斯          | 少校 | 1941年12月12日-1942年10月19日 |
| 参考文献： |                        |      |                               |